# 史蒂夫·巴克利
史蒂夫·巴克利（英語：Steve Backley，1969年2月12日—），英国男子田径运动员，主攻标枪。他曾代表英国参加1992年、1996年、2000年和2004年夏季奥林匹克运动会田径比赛，获得二枚银牌和一枚铜牌。